# Pee Froiss

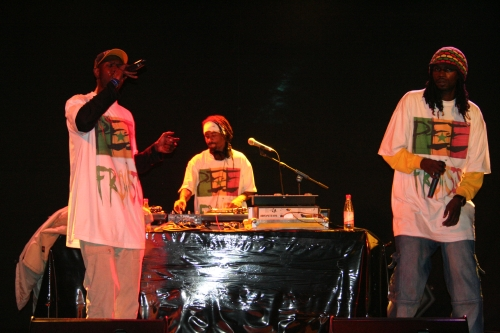
Pee Froiss

Pee Froiss ist eine der bekanntesten Gruppen des Seneraps. Die Gruppe aus Dakar besteht aus Cool Kocc 6 (bürgerlich Babacar Diagne, Gesang), Gumnan Xuman (bürgerlich Makthar Fall, MC) und DJ Gee Bayss (bürgerlich Georges Martin Lopis, DJ). Die 1993 gegründete Gruppe rappt in den Sprachen Wolof, Französisch und Englisch.

## Bedeutung
In Senegal selbst gehören sie nach Positive Black Soul und zusammen mit Daara J zu den bekanntesten Gruppen und füllen Fußballstadien. Außerhalb Senegals wurden sie vor allem durch mehrere Veröffentlichungen in Frankreich und durch eine Europa-Tour, die 2001 durch Belgien, Österreich, Frankreich, Deutschland und das Vereinigte Königreich führte, bekannt. Ihren ersten Auftritt auf einem europäischen Festival hatte die Band 1997 in Marseille, zahlreiche weitere folgten auch außerhalb der Tournee.

## Diskografie

### Alben
- 1996: Wala Wala Bok (Tape, im Senegal veröffentlicht)
- 1998: Affaire Bou Graw (Tape, im Senegal veröffentlicht)
- 1998: Compilation Esprit Jazz (Tape, im Senegal veröffentlicht)
- 1999: Ah Simm (Tape, im Senegal veröffentlicht)
- 2001: F.R.O.I.S.S (Tape, im Senegal veröffentlicht)
- 2002: DJALGATY Mix (Tape, in Frankreich veröffentlicht)
- 2003: Konkerants (CD international veröffentlicht)

### Beiträge auf Samplern
- 1998: M.I.C Compilation Senerap Act 1 (Tape, im Senegal veröffentlicht)
- 1999: Compilation Africa Fete (CD, in Frankreich veröffentlicht)
- 2000: Da Hop Compilation (CD, in Frankreich veröffentlicht)
- 2001: Africa Raps Compilation Trikont
- 2002: SIENSAL Compilation Midem
- 2003: Dakar Raps Compilation Greenpeace